# César Franck
César-Auguste-Jean-Guillaume-Hubert Franck (Liège, 10 de dezembro de 1822 — Paris, 8 de novembro de 1890) foi um organista e compositor belga.

## Biografia
Com quinze anos, após os estudos em sua cidade natal, foi para Paris onde passou a frequentar o conservatório. Suas primeiras composições datam desta época e incluem quatro trios para piano e cordas (Trio op.1 no.1), além de peças para piano. Rute, uma cantata bíblica, foi composta com sucesso no conservatório em 1846. Deixou inacabada a ópera Le Valet de Ferme, iniciada em 1851.
Durante muitos anos, Franck levou uma vida retirada, dedicando-se ao ensino e a seus deveres de organista, adquirindo renome como improvisador. Escreveu também uma missa, motetos, peças para órgão e outros trabalhos de cunho religioso.
Professor do Conservatório de Paris em 1872, naturalizou-se francês no ano seguinte. Sua obra-prima é o poema sinfônico Les Béatitudes. Foi recebida, no entanto, com frieza na única execução pública durante a vida do autor. Outros poemas sinfônicos de Franck são Les Éolides, de 1876, Le Chasseur Maudit, de 1883 e Psyche, de 1888.